# Maraussan

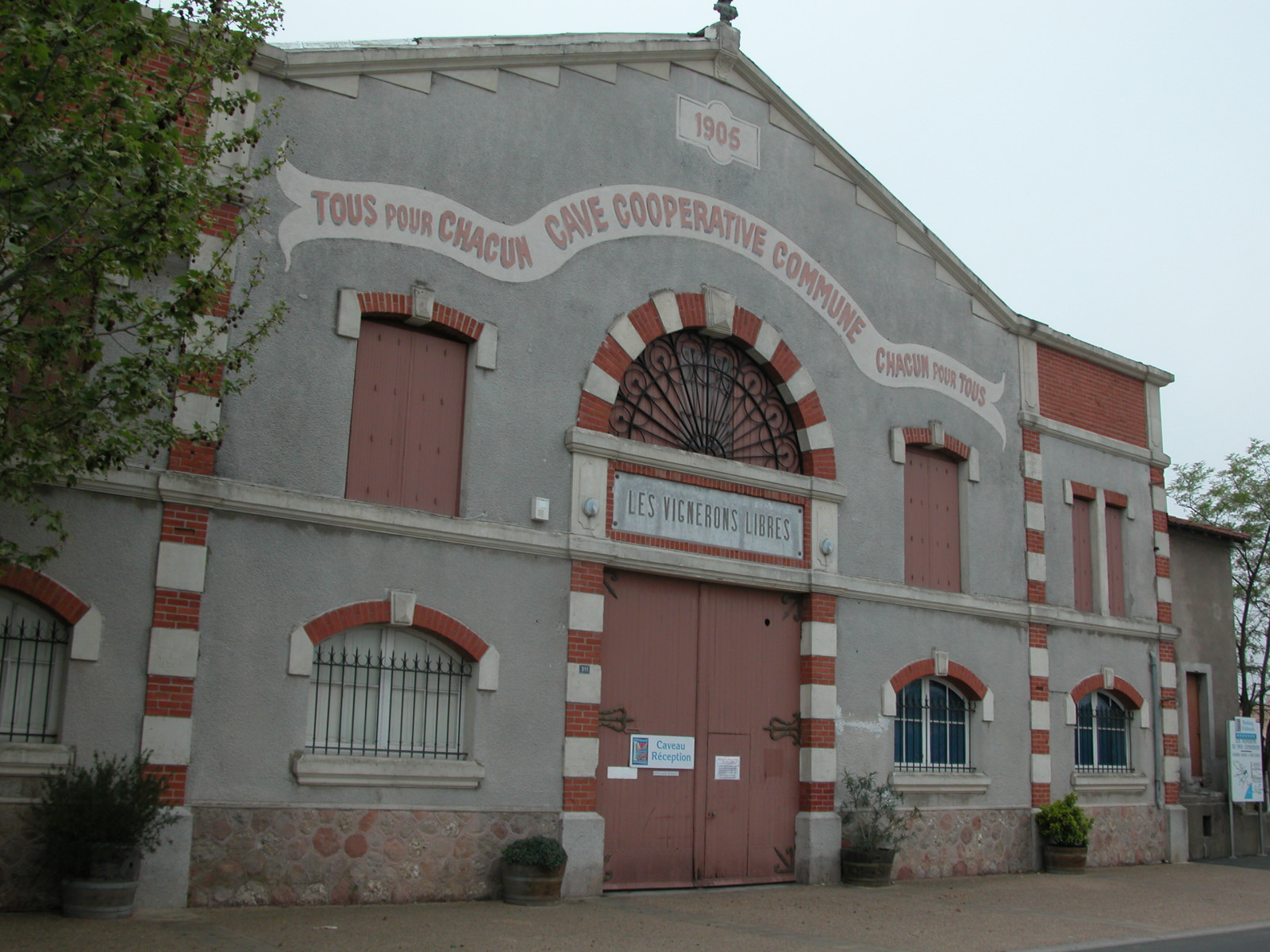
Cave Coopérative

Maraussan (ocS|Marauçan) ist ein Ort und eine französische Gemeinde mit 4.693 Einwohnern (Stand: 1. Januar 2022) im Département Hérault in der Region Okzitanien.

## Lage und Klima
Der Ort Maraussan liegt am Fluss Orb etwa acht Kilometer (Fahrtstrecke) nordwestlich des Stadtzentrums von Béziers in einer Höhe von ca. 38 m. Das Klima ist gemäßigt bis warm; Regen (ca. 650 mm/Jahr) fällt – mit Ausnahme der eher trockenen Sommermonate – übers Jahr verteilt.

## Bevölkerungsentwicklung
| Jahr                       | 1800 | 1851 | 1901 | 1954 | 1999 | 2017 |
| Einwohner                  | 684  | 976  | 1866 | 1562 | 2782 | 4414 |
| Quellen: Cassini und INSEE |      |      |      |      |      |      |

Trotz der Reblauskrise im Weinbau, der Mechanisierung der Landwirtschaft, der Aufgabe bäuerlicher Kleinbetriebe und des daraus resultierenden geringeren Arbeitskräftebedarfs ist die Bevölkerung seit dem 19. Jahrhundert kontinuierlich gewachsen. Seit der Mitte des 20. Jahrhunderts spielt auch die Nähe zur Großraum Béziers eine Rolle.

## Wirtschaft
Der Ort war jahrhundertelang in hohem Maße landwirtschaftlich und selbstversorgerisch geprägt. Die starke Zunahme des Weinbaus im 19. Jahrhundert hat zu monokulturellen Tendenzen beigetragen; bereits im Jahr 1820 produzierte man ca. 7000 hl Wein, der als einer der besten ganz Europas galt. Maraussan war der erste Weinort im Languedoc, dessen Winzer sich im Jahr 1901 zur Gründung einer Kooperative (Les Vignerons libres) entschlossen; man erhoffte sich davon stabilere Preise und sichere Absatzmärkte. Im Jahr 1904 erbaute man ein Kellereigebäude. Die Reblauskrise hatte kaum Auswirkungen in weiten Teilen des Languedoc.

## Geschichte
Etwa seit dem 8. Jahrhundert war die Gegend um Béziers besiedelt, doch erst die Römer brachten den Weinbau in die damalige Provinz Gallia Narbonensis. Um das Jahr 1230 ließ sich der damalige Erzbischof von Béziers hier nieder und ließ eine Kirche erbauen.

## Sehenswürdigkeiten
- Die heutige Kirche Saint Symphorien steht an alter Stelle; Teile des mittelalterlichen Gemäuers wurden in die neue Kirche integriert. Der Glockenturm (clocher) ist jedoch ein Werk des 19. Jahrhunderts.
- Das alte Rathaus hat einen Turm mit einem Glockenkäfig, in welchem auch Sirenen untergebracht sind.
- Die am südlichen Ortsrand stehende Cave coopérative Les Vignerons libres ist das älteste genossenschaftliche Kellereigebäude der Welt. In seiner Fassade findet sich die von den Drei Musketieren entlehnte Devise Chacun pour Tous, Tous pour Chacun („Alle für Einen, Einer für alle“). Das Gebäude ist seit dem Jahr 2001 als Monument historique anerkannt.[2]

Umgebung
- Das gut einen Kilometer östlich des Ortes gelegene Château de Perdiguier entstand Ende des 13. Jahrhunderts; der heutige Zustand beruht jedoch auf Veränderungen des 14. bis 17. Jahrhunderts. Der Bau ist seit dem Jahr 1972 als Monument historique anerkannt.[3]
- Die gut zwei Kilometer westlich des Ortes gelegene Kapelle Notre-Dame-de-la-Providence ist ein eklektizistischer Bau des ausgehenden 19. Jahrhunderts.